# Château de Chenavel
Le château de Chenavel est un ancien château fort du XIVe siècle ? restauré au XIXe siècle, centre de la seigneurie puis de la baronnie de Chenavel, qui se dresse sur le territoire de la commune française de Jujurieux, dans le département de l'Ain, en région Auvergne-Rhône-Alpes.

## Localisation
Le château de Chenavel se dresse sur la commune de Jujurieux à 2,5 kilomètres au nord-ouest du bourg, sur un plateau qui domine la rivière d'Ain, dans le département français de l'Ain. Il fait face au château de Thol, situé de l'autre côté de la rivière à moins de 2 kilomètres.

## Toponyme
Chenavel est un toponyme provenant du francoprovençal chenève, issu du latin cannabis (chanvre) suivi du suffixe « etum ».

## Historique
Fait exceptionnel, le château a échappé par deux fois à la destruction : lors de la guerre franco-savoyarde et sous la Révolution, en 1794.
Le 5 octobre 1342,, Humbert VI de Thoire-Villars inféode le château fort et la seigneurie avec toute justice haute, moyenne et basse au chevalier Pernet de Buenc, à charge de l'hommage, de la supériorité et du ressort ; l'hommage sera rendu quelques jours plus tard par Pernet de Buenc, par lequel il s'engage à servir le sire de Villars, envers et contre tous, à l'exception du dauphin de Viennois. Sont présents à la concession datée au Châtelard-en-Dombes, Henry de Marchant, dit Buornos, Pierre de Loyes, Louis de Saint-Julien, Hugue d'Arcieu, Anseleme de Rogemont, et Humbert de Gerbaix, damoiseaux.
En 1370, il est la possession de la famille de Buenc qui l'a en fief des sires de Thoire-Villars avec Hautecourt, Romanèche, Cize, Bohas, Rignat, Mérignat et Meyriat. Seront seigneurs de Chevanel pendant près de cent ans la branche des seigneurs de Mérignat en Bugey et de Chaste en Dauphiné jusqu'à son faillissement par les mâles vers 1477.
On relève : Henri de Buenc en 1417, Jean de Buenc en 1418, marié à Gabrielle d'Urfé, Anthoine de Buenc († 1477) qui laisse sa succession à ses deux sœurs, Claudine et Anne.
Claudine de Buenc, dame de Brotel en Dauphiné (Saint-Baudille-de-la-Tour), transmettra sa part reçue en héritage à son fils Gabriel Lavre, chevalier, seigneur de Chapeau Cornu et de Brotel, qui vend la seigneurie le 17 juin 1494,, à Antoine de Moyria, chevalier, seigneur de Châtillon-de-Corneille (Boyeux-Saint-Jérôme) et de Mérignat.
Le lendemain de cet acte, le dit Antoine de Moyria, Étiennette de Tenay, sa femme, et Anne de Buenc, veuve de Jean de Tenay, seigneur de la Falconnière (Saint-André-d'Huiriat), revendirent, les parts qu'ils avaient de la terre de Chenavel à Claude du Breul, écuyer, seigneur de l'Isle. Dans le contrat la seigneurie est qualifiée de pur et de franc-alleu, sans charge d'aucun fief ou d'arrière fief.
Par contrat du 8 juillet 1499 passé avec Jacques de Challant, chevalier, seigneur de Varey, ce même Claude fit limiter ladite terre de Chevanel avec celle de Varey.
Le château passe en 1556 à la famille de Bordes. Le petit-fils de Claude de Breul, Antoine du Breul, seigneur de la Bâtie-sur-Cerdon (Labalme) l'engage le 6 novembre 1564,, à Jean Bachet, juge des appellations de Bresse, puis l’aliène purement et simplement par contrat du 8 novembre 1578,, avec le consentement de sa mère Louise du Châtelard, à Claude de la Coux, sénateur au Sénat de Savoie, à la charge d'acquitter ce qui était dû audit Bachet ; ce qui fut fait le 28 novembre suivant.
Entre-temps la seigneurie de Chenavel, unie à celle de la Bâtie-sur-Cerdon, fut érigée en 1570 en baronnie. Claude de la Coux, qui sera abbé et seigneur d'Ambronay, débute, en 1590, la reconstruction du château.
Lorsque le maréchal français d'Henri IV, le marquis de Biron ravage le Bugey lors de la guerre entre la France et la Savoie, détruisant les châteaux, Chenavel toujours en travaux est épargné.
Claude de la Coux verra ses biens tombés en discussion générale ; Maître Antoine Jaillier, seigneur d'Hautepierre et de Chanves (Lagnieu), président en l'élection de Bugey et de Gex, s'en porte acquéreur. François Jallier, son fils, seigneur du Molard l'échange, en 1642, avec Prosper de Lyobard, écuyer, seigneur de Ruffieu, contre la seigneurie de Ruffieu. François Jallier devenant ainsi seigneur de Ruffieu et du Molard et Prosper de Lyobard seigneur de Chenavel, qui la vend, en 1651, à François de Reydellet, seigneur de Vuerles, lequel la revend, en 1655, à Claude Michon, seigneur des Murs, dont la postérité en jouissait en 1789.
Se sont succédé comme seigneur de Chevanel : Pierre Michon († 9 mars 1704) ; un second Pierre Michon († 9 avril 1725) ; Claude Michon († 29 avril 1727), bourgeois de Paris ; Jean Baptiste Gabriel Michon († 14 octobre 1744), prêtre et bachelier de la Sorbonne à Paris ; Claude Étienne Michon († 5 décembre 1784), veuf, chevalier de l'ordre royal et militaire de Saint-Louis.
En 1792 la famille du Louvat de Champollon, possédant le château de La Combe (Jujurieux), réside au château de Chenavel. En 1794 le château est sauvé de la destruction d'Albitte car sa propriétaire madame du Louvat de Champollon, citoyenne mère de la République, est en état d'allaitement, et de plus les habitants de Chenavel font valoir que sa destruction entraînerait d'énormes dégâts dans les vignes en contrebas.
En 1833 le marquis Louis Marie Pantaléon Costa de Beauregard, écuyer, ami du roi de Sardaigne, Charles Albert de Savoie-Carignan, vend le château avec son domaine de 80 ha à Alfred Vincent de Lormet. Le château perdra son aspect féodal avec la suppression de l'aile du levant, du pont-levis et des fossés. Ce dernier en 1844 revendra le château et 4 ha de terrain à Claude-Joseph Bonnet, qui en fera la maison de repos de ses ouvrières pensionnaires de son usine de soie de Jujurieux, fonction qu'il conservera jusqu'au début du XXe siècle.
En 1949 les héritiers Cottin de Claude Joseph Bonnet, ses petits-enfants, font don du château à une association familiale de vacances. Par la suite la famille Cottin louera en 1976 le château à l'association « Fouilles Préhistoriques de l'Ain », avant de le récupérer en 2008.

## Description
Le château de Chenavel, dans son état actuel, se présente sous la forme d'une enceinte quadrangulaire formé par trois logis en équerre, avec une façade principale, regardant la rivière, flanquée de deux tours rondes. Quant aux angles intérieurs ils sont garnis de tours octogonales.
L'essentiel de la décoration intérieure provient de la période de reconstruction par l'abbé de La Coux et des décennies qui ont suivi, c'est-à-dire de la fin du XVIe siècle à celle du XVIIe siècle, qui représentent l'âge d'or de la demeure.
On retient l'existence au rez-de-chaussée de deux cheminées monumentales. La première datée de 1590 orne une grande salle voûtée dans l'aile nord, et la seconde datée de 1598 se trouve dans une pièce dont l'agrandissement a révélé l'existence de peintures murales. À l'intérieur on retrouve le blason avec les trois hérissons des seigneurs de la Coux.
Dans l'aile sud au premier étage, existait une longue chapelle. À ce même étage la salle d'honneur possède une cheminée monumentale dont les peintures seraient fin Renaissance, son carrelage est du même modèle que ceux de l'église de Brou. Excepté  dans l'ancienne chapelle tous les plafonds sont à la Française.
Dans la tour sud, une pièce minuscule a conservé des murs et un plafond peints sans doute par le même artiste qui travailla au château de la Tour-des-Échelles à Jujurieux. Le deuxième étage conserve trois greniers aux impressionnantes charpentes et une douzaine de chambres.
Les deux tours hexagonales, côté cour, enchâssent les beaux escaliers de pierre qui desservent les étages. Un vieil escalier de bois occupe la tour ronde du Sud. D'anciennes écuries abritent des ateliers surmontés de grenier à usage de réserve, dont les « arcades » ont été restaurées par la commune de Jujurieux, propriétaire des seules écuries, en 2008.
De l'époque médiéval subsistent d'importants vestiges, notamment les caves voûtées, la grande citerne de la cour, des pans de mur, et les restes de deux cheminées gothiques au rez-de-chaussée, les baies à meneaux plats, les portes moulurées à panneaux (grand salon du premier étage, rez-de-chaussée, escalier nord-ouest, premier étage tour sud-ouest, couloir premier étage accédant à la tour nord-ouest), la cheminée monumentale du grand salon, le bel escalier sud-ouest et les couloirs d'accès voûtés d'arêtes, sont à dater du XVIIe siècle. Quelques vestiges d'intérêt modeste des XVIIe et XIXe siècles : cheminées à trumeau de stuc, une cloison en lambris très simple.